# 무쓰사와베역
무쓰사와베역(일본어: 陸奥沢辺駅)은 일본 아오모리현 니시쓰가루군 후카우라정에 위치한 동일본 여객철도 고노 선의 철도역이다. 단선 승강장 1면 1선의 구조를 갖춘 지상역이다.

## 이용 현황
| 승차 인원 추이 | 승차 인원 추이 |
| 연도           | 1일 평균       |
| -------------- | -------------- |
| 2000           | 19             |
| 2001           | 18             |
| 2002           | 16             |
| 2003           | 14             |
| 2004           | 13             |
| 2005           | 11             |
| 2006           | 10             |
| 2007           | 6              |
| 2008           | 6              |

## 역 주변
- 국도 제101호선
- 이와사키 해안

## 역사
- 1936년 7월 30일 : 일본국유철도의 역으로서 니시쓰가루 군 이와사키 촌에 개업.
- 1971년 10월 1일 : 역 무인화.
- 1987년 4월 1일 : 일본국유철도 분할 민영화에 의해, 동일본 여객철도가 승계.
- 2009년 5월 31일 : 간이위탁 해제, 무인화.
- 2010년 4월 1일 : 후카우라역에서 고쇼가와라 역으로 관리역을 변경.

## 인접 역
| 동일본 여객철도 고노 선        | 동일본 여객철도 고노 선 | 동일본 여객철도 고노 선      |
| ------------------------------ | ----------------------- | ---------------------------- |
| 무쓰이와사키 히가시노시로 방면 | 고노 선                 | 웨스파쓰바키야마 가와베 방면 |